# 100 година АФИ-ја... 100 трилера
Као део пројекта 100 година АФИ-ја..., ова листа, 100 година АФИ-ја... 100 трилера, позната и као 100 година АФИ-ја... 100 узбуђења, је листа 100 најбољих трилера америчке кинематографије. Листу је 12. јуна 2001. године, представио амерички филмски институт.
Алфред Хичкок се као режисер појављује највише пута, чак девет.

## Критеријуми
Филмови су оцењивани на основу неколико критеријума
1. Дугометражни филм - Наративни формат, дужине од најмање 60 минута.
2. Амерички филм - Филм на енглеском језику са креативним и/или финансијским елементима који су у знатној мери из САД.
3. Узбуђења - Без обзира на жанр, свеопшти адреналински утицај филмске уметности и вештине мора створити искуство које ће ангажовати и наша тела и наше умове.
4. Заоставштина - Филмови који су својим "узбуђењем" надахнули и обогатили америчку филмску баштину, наставивиши да инспиришу савремене уметнике и публику.

## Листа
| #   | Наслов                                                                | Година | Режисер                 | Главе улоге                                                                                                |
| --- | --------------------------------------------------------------------- | ------ | ----------------------- | --- |
| 1   | Psycho - Психо                                                        | 1960   | Алфред Хичкок           | Ентони Перкинс, Џенет Ли, Вера Мајлс, Мартин Балсам                                                        |
| 2   | Jaws - Ајкула                                                         | 1975   | Стивен Спилберг         | Рој Шајдер, Роберт Шо, Ричард Драјфус, Лорејн Гери                                                         |
| 3   | The Exorcist - Истеривач ђавола                                       | 1973   | Вилијам Фридкин         | Елен Берстин, Линда Блер, Макс фон Сидоу, Џејсон Милер                                                     |
| 4   | North by Northwest - Север-северозапад                                | 1959   | Aлфред Хичкок           | Кери Грант, Ева Мари Сејнт, Џемјс Мејсон                                                                   |
| 5   | The Silence of Lambs - Кад јагањци утихну                             | 1991   | Џонатан Деми            | Џоди Фостер, Ентони Хопкинс, Скот Глен, Тед Левин                                                          |
| 6   | Alien - Осми путник                                                   | 1979   | Ридли Скот              | Том Скерит, Сигорни Вивер, Хери Дин Стентон, Вероника Картрајт, Џон Херт, Ијан Холм, Јафет Кото            |
| 7   | The Birds - Птице                                                     | 1963   | Aлфред Хичкок           | Род Тејлор, Типи Хедрен                                                                                    |
| 8   | The French Connection - Француска веза                                | 1971   | Вилијам Фридкин         | Џин Хекман, Фернандо Реј, Рој Шајдер                                                                       |
| 9   | Rosemary's Baby - Розмарина беба                                      | 1968   | Роман Полански          | Мија Фароу, Џон Касаветес, Рут Гордон                                                                      |
| 10  | Raiders of the Lost Ark - Индијана Џоунс и отимачи изгубљеног ковчега | 1981   | Стивен Спилберг         | Харисон Форд, Карен Ален                                                                                   |
| 11  | The Godfather - Кум                                                   | 1972   | Франсис Форд Копола     | Марлон Брандо, Ал Пачино, Џејмс Кан, Роберт Дувал, Џон Казале, Дајана Китон, Талија Шајер                  |
| 12  | King Kong - Кинг Конг                                                 | 1933   | Меријан К. Купер        | Феј Вреј                                                                                                   |
| 13  | Bonnie and Clyde - Бони и Клајд                                       | 1967   | Артур Пен               | Ворен Бејти, Феј Данавеј, Џин Хекман, Мајкл Џ. Полард, Естел Парсонс                                       |
| 14  | Rear Window - Прозор у двориште                                       | 1954   | Алфред Хичкок           | Џејмс Стјуарт, Грејс Кели                                                                                  |
| 15  | Deliverance - Ослобађање                                              | 1972   | Џон Бурман              | Џон Војт, Берт Рејнолдс, Нед Бејти, Рони Кокс                                                              |
| 16  | Chinatown - Кинеска четврт                                            | 1974   | Роман Полански          | Џек Николсон, Феј Данавеј, Џон Хјустон                                                                     |
| 17  | The Manchurian Candidate - Манџурски кандидат                         | 1962   | Џон Франкенхајмер       | Френк Синатра, Лоренс Харви, Анџела Ленсбери, Хенри Силва                                                  |
| 18  | Vertigo - Вртоглавица                                                 | 1958   | Алфред Хичкок           | Џејмс Стјуарт, Ким Новак                                                                                   |
| 19  | The Great Escape - Велико бекство                                     | 1963   | Џон Струџис             | Стив Маквин                                                                                                |
| 20  | High Noon - Тачно у подне                                             | 1952   | Фред Зинеман            | Гари Купер                                                                                                 |
| 21  | A Clockwork Orange - Паклена поморанџа                                | 1971   | Стенли Кјубрик          | Малколм Макдауел                                                                                           |
| 22  | Taxi Driver - Таксиста                                                | 1976   | Мартин Скорсезе         | Роберт де Ниро, Џоди Фостер                                                                                |
| 23  | Lawrence of Arabia - Лоренс од Арабије                                | 1962   | Дејвид Лин              | Питер О’Тул, Омар Шариф                                                                                    |
| 24  | Double Indemnity - Двострука обмана                                   | 1944   | Били Вајлдер            | Фред Мекмареј, Барбара Стенвик                                                                             |
| 25  | Titanic - Титаник                                                     | 1997   | Џејмс Камерон           | Леонардо Дикаприо, Кејт Винслет, Били Зејн, Глорија Стјуарт                                                |
| 26  | The Maltese Falcon - Малтешки соко                                    | 1941   | Џон Хјустон             | Хамфри Богарт                                                                                              |
| 27  | Star Wars Episode IV: A New Hope - Ратови звезда IV: Нова нада        | 1977   | Џорџ Лукас              | Марк Хамил, Харисон Форд, Кери Фишер, Алек Гинис                                                           |
| 28  | Fatal Attraction - Фатална привлачност                                | 1987   | Ејдријан Лин            | Мајкл Даглас, Глен Клоус, Ен Арчер                                                                         |
| 29  | The Shining - Исијавање                                               | 1980   | Стенли Кјубрик          | Џек Николсон, Шели Дувал                                                                                   |
| 30  | The Deer Hunter - Ловац на јелене                                     | 1978   | Мајкл Чимино            | Роберт де Ниро, Кристофер Вокен, Мерил Стрип, Џон Казале, Џон Саваџ, Џорџ Џунџа                            |
| 31  | Close Encounters of the Third Kind - Блиски сусрет треће врсте        | 1977   | Стивен Спилберг         | Ричард Драјфус, Мелинда Дилон, Тери Гар, Франсоа Трифо                                                     |
| 32  | Strangers on a Train - Непознати из Норд-експреса                     | 1951   | Алфред Хичкок           | Фарли Гренгер, Рут Роман, Роберт Вокер                                                                     |
| 33  | The Fugitive - Бегунац                                                | 1993   | Ендру Дејвис            | Харисон Форд, Томи Ли Џоунс                                                                                |
| 34  | The Night of the Hunter - Ноћ ловца                                   | 1955   | Чарлс Лотон             | Роберт Мичам, Шели Винтерс, Лилијан Гиш                                                                    |
| 35  | Jurassic Park - Парк из доба Јуре                                     | 1993   | Стивен Спилберг         | Сем Нил, Лаура Дерн, Џеф Голдблум, Ричард Атенборо                                                         |
| 36  | Bullitt - Булит                                                       | 1968   | Питер Јејтс             | Стив Маквин                                                                                                |
| 37  | Casablanca - Казабланка                                               | 1942   | Мајкл Кертиз            | Хамфри Богарт, Ингрид Бергман                                                                              |
| 38  | Notorious - Озлоглашена                                               | 1946   | Алфред Хичкок           | Ингрид Бергман, Кери Грант                                                                                 |
| 39  | Die Hard - Умри мушки                                                 | 1988   | Џон Мектирнан           | Брус Вилис, Алан Рикман, Бони Бедилија                                                                     |
| 40  | 2001: A Space Odyssey - 2001: Одисеја у свемиру                       | 1968   | Стенли Кјубрик          | Кеир Дулеа, Гери Локвуд                                                                                    |
| 41  | Dirty Harry - Прљави Хари                                             | 1971   | Дон Сигел               | Клинт Иствуд                                                                                               |
| 42  | The Terminator - Терминатор                                           | 1984   | Џејмс Камерон           | Арнолд Шварценегер, Линда Хамилтон, Мајкл Бин                                                              |
| 43  | The Wizard of Oz - Чаробњак из Оза                                    | 1939   | Виктор Флеминг          | Џуди Гарланд                                                                                               |
| 44  | E.T. the Extra-Terrestrial - Е.Т. ванземаљац                          | 1982   | Стивен Спилберг         | Хенри Томас, Ди Валас Стон, Дру Баримор, Роберт Мекнотон, Питер Којоте                                     |
| 45  | Saving Private Ryan - Спавашање редова Рајана                         | 1998   | Стивен Спилберг         | Том Хенкс, Едвард Бeрнс, Том Сајзмор, Мет Дејмон                                                           |
| 46  | Carrie - Кери                                                         | 1976   | Џон Шлесинџер           | Сиси Спејсек, Пајпер Лори, Џон Траволта, Арми Ирвинг, Ненси Ален, Вилијам Кет, Бети Бакли                  |
| 47  | Invasion of the Body Snatchers - Инвазија трећих бића                 | 1956   | Мартин Скорсезе         | Кевин Мекарти, Дана Винтер, Лери Гејтс, Кинг Донован, Керолин Џонс                                         |
| 48  | Dial M for Murder - Позови М ради убиства                             | 1954   | Алфред Хичкок           | Грејс Кели, Реј Миланд                                                                                     |
| 49  | Ben-Hur - Бен-Хур                                                     | 1959   | Вилијам Вајлер          | Чарлтон Хестон, Џек Хокинс, Хју Грифит                                                                     |
| 50  | Marathon Man - Маратонац                                              | 1976   | Џон Шлесинџер           | Дастин Хофман, Лоренс Оливије, Рој Шајдер, Вилијам Деван                                                   |
| 51  | Raging Bull - Разјарени бик                                           | 1980   | Мартин Скорсезе         | Роберт де Ниро, Џо Пеши, Кети Моријарти                                                                    |
| 52  | Rocky - Роки                                                          | 1976   | Џон Г. Авилдсен         | Силвестер Сталоне, Талија Шајер, Карл Ведерс, Бурџис Мередит, Берт Јанг                                    |
| 53  | Pulp Fiction - Петпарачке приче                                       | 1994   | Квентин Тарантино       | Џон Траволта, Самјуел Л. Џексон, Ума Терман, Брус Вилис, Винг Рејмс                                        |
| 54  | Butch Cassidy and the Sundance Kid - Буч Кесиди и Санденс Кид         | 1969   | Џорџ Рој Хил            | Пол Њумен, Роберт Редфорд, Кетрин Рос                                                                      |
| 55  | Wait Until Dark - Сачекај до мрака                                    | 1967   | Теренс Јанг             | Одри Хепберн, Алан Аркин, Ричард Крена                                                                     |
| 56  | Frankenstein - Франкенштајн                                           | 1931   | Џејмс Вејл              | Борис Карлоф                                                                                               |
| 57  | All the Presiden's Men - Сви председникови људи                       | 1976   | Алан Џеј Пакула         | Роберт Редфорд, Дастин Хофман, Џејсон Робардс, Мартин Балсам, Хал Холбрук, Џејн Александер                 |
| 58  | The Bridge on the River Kwai - Мост на реци Квај                      | 1957   | Дејвид Лин              | Алек Гинис, Вилијам Холден                                                                                 |
| 59  | Planet of the Apes - Планета мајмуна                                  | 1968   | Френклин Џ. Шафнер      | Чарлтон Хестон, Роди Мекдовал, Ким Хантер                                                                  |
| 60  | The Sixth Sense - Шесто чуло                                          | 1999   | М. Најт Шамалан         | Брус Вилис, Хејли Џоел Осмент, Тони Колет                                                                  |
| 61  | Cape Fear - Рт страха                                                 | 1962   | Џон Ли Томпсон          | Роберт Мичам, Грегори Пек                                                                                  |
| 62  | Spartacus - Спартак                                                   | 1960   | Стенли Кјубрик          | Кирк Даглас, Џин Симонс, Питер Устинов                                                                     |
| 63  | What Ever Happened to Baby Jane? - Шта се догодило са Беби Џејн?      | 1962   | Роберт Олдрич           | Бети Дејвис, Џоун Крофорд, Виктор Буоно                                                                    |
| 64  | Touch of Evil - Додир зла                                             | 1958   | Орсон Велс              | Чарлтон Хестон, Џенет Ли, Орсон Велс                                                                       |
| 65  | The Dirty Dozen - Дванаест жигосаних                                  | 1987   | Роберт Олдрич           | Ли Марвин, Ернест Боргнин, Џорџ Кенеди, Џон Касаветес, Клинт Вокер, Џим Браун                              |
| 66  | The Matrix - Матрикс                                                  | 1999   | Сестре Вачауски         | Кијану Ривс, Лоренс Фишберн, Кари-Ен Мос                                                                   |
| 67  | The Treasure of the Sierra Madre - Благо Сијера Мадре                 | 1948   | Џон Хјустон             | Хамфри Богарт                                                                                              |
| 68  | Halloween - Ноћ вештица                                               | 1978   | Џон Карпентер           | Џејми Ли Кертис, Доналд Плезенс                                                                            |
| 69  | The Wild Bunch - Дивља хорда                                          | 1969   | Сем Пекинго             | Ернест Боргнајн, Вилијам Холден                                                                            |
| 70  | Dog Day Afternoon - Пасје поподне                                     | 1975   | Сидни Лумет             | Ал Пачино, Џон Казале, Џек Ворден, Крис Сарандон                                                           |
| 71  | Goldfinger - Голдфингер                                               | 1964   | Гај Хамилтон            | Шон Конери                                                                                                 |
| 72  | Platoon - Вод                                                         | 1986   | Оливер Стоун            | Том Беренџер, Чарли Шин, ВилемДафо                                                                         |
| 73  | Laura - Лора                                                          | 1944   | Ото Преминџер           | Џин Тирни, Дејна Ендруз, Клифтон Веб, Винсент Прајс, Џудит Андерсон                                        |
| 74  | Blade Runner - Истребљивач                                            | 1982   | Ридли Скот              | Харисон Форд, Рутгер Хауер, Шон Јанг, Едвард Џејмс Олмос, Дарил Хана                                       |
| 75  | The Third Man - Трећи човек                                           | 1949   | Kерол Рид               | Џозеф Котен, Алида Вали, Орсон Велс, Тревор Хауард                                                         |
| 76  | Thelma and Louise - Телма и Луиз                                      | 1991   | Ридли Скот              | Сузан Сарандон, Џина Дејвис, Харви Кајтел, Кристофер Макдоналд, Стивен Тоболовски, Бред Пит                |
| 77  | Terminator 2: Judgment Day - Терминатор 2: Судњи дан                  | 1991   | Џејмс Камерон           | Арнолд Шварценегер, Линда Хамилтон, Роберт Патрик, Едвард Ферлонг                                          |
| 78  | Gaslight - Плинска светлост                                           | 1944   | Џорџ Кјукор             | Ингрид Бергман, Чарлс Бојер                                                                                |
| 79  | The Magnificent Seven - Седморица величанствених                      | 1960   | Џон Стурџис             | Јул Бринер, Илај Волак, Стив Маквин                                                                        |
| 80  | Rebecca - Ребека                                                      | 1940   | Алфред Хичкок           | Лоренс Оливије, Џоун Фонтејн                                                                               |
| 81  | The Omen - Предсказање                                                | 1976   | Ричард Донер            | Грегори Пек, Ли Ремик                                                                                      |
| 82  | The Day the Earth Stood Still - Дан кад је Земља стала                | 1951   | Роберт Вајз             | Мајкл Рени                                                                                                 |
| 83  | The Phantom of the Opera - Фантом из опере                            | 1925   | Руперт Џулијан          | Лон Чејни                                                                                                  |
| 84  | Poltergeist - Полтергајст                                             | 1982   | Тоб Хупер               | Џобет Вилијамс, Крег Т. Нелсон, Хедер О’Рурк, Доминик Дун, Оливер Робинс, Зелда Рубинштајн, Беатрис Стрејт |
| 85  | Dracula - Дракула                                                     | 1931   | Тод Браунинг            | Бела Лугоси                                                                                                |
| 86  | The Picture of Dorian Gray - Слика Доријана Греја                     | 1945   | Алберт Левин            | Џорџ Сондерс, Хурд Хетфилд, Дона Рид, Анџела Ленсбери, Питер Лофорд                                        |
| 87  | The Thing from Another World - Створ са другог света                  | 1951   | Кристијан Ниби          | Маргарет Шеридан, Кенет Тоби, Даглас Спенсер, Роберт Корнтвајт, Џејмс Арнес                                |
| 88  | 12 Angry Men - 12 гневних људи                                        | 1957   | Сидни Лумет             | Хенри Фонда, Е. Г. Маршал, Ли Џ. Коб, Ед Бигли                                                             |
| 89  | The Guns of Navarone - Оружје                                         | 1961   | Џон Ли Томпсон          | Грегори Пек, Дејвид Нивен, Ентони Квин                                                                     |
| 90  | The Poseidon Adventure - Посејдонова авантура                         | 1972   | Роналд Ним              | Џин Хекман, Ернест Боргнајн, Шели Винтерс                                                                  |
| 91  | Braveheart - Храбро срце                                              | 1995   | Мел Гибсон              | Мел Гибсон, Софи Марсо, Петрик Мекгуан, Кетрин Макормак                                                    |
| 92  | Body Heat - Телесна страст                                            | 1981   | Лоренс Каздан           | Вилијам Херт, Кетлин Тарнер, Ричард Крена                                                                  |
| 93  | Night of the Living Dead - Ноћ живих мртваца                          | 1968   | Џорџ Ромеро             | Џудит О’Деа, Дуејн Џонс, Марилин Истман, Карл Хардман, Џудит Ридли, Кит Вејн                               |
| 94  | The China Syndrome - Кинески синдром                                  | 1979   | Џејмс Бриџс             | Џејн Фонда, Џек Лемон, Мајкл Даглас                                                                        |
| 95  | Full Metal Jacket - Бојеви метак                                      | 1987   | Стенли Кјубрик          | Мејту Модајн, Винсент Д'Онофрио, Ли Ермеј                                                                  |
| 96  | Blue Velvet - Плави сомот                                             | 1986   | Дејвид Линч             | Кајл Маклакан, Изабела Роселини, Денис Хопер, Лора Дерн                                                    |
| 97  | Safety Last! - Сигурност на последњем месту                           | 1923   | Фред Њумајер Сем Тејлор | Харолд Лојд                                                                                                |
| 98  | Blood Simple - Крваво просто                                          | 1984   | Браћа Коен              | Франсес Мекдорманд, Ден Хедаја, Џон Гец                                                                    |
| 99  | Speed - Брзина                                                        | 1994   | Јан де Бонт             | Кијану Ривс, Сандра Булок, Денис Хопер                                                                     |
| 100 | The Adventures of Robin Hood - Авантуре Робина Худа                   | 1938   | Мајкс Кертиз            | Ерол Флин, Оливија де Хевиленд                                                                             |